# Tremiti (goletta)
La Tremiti è stata una goletta ad elica della Regia Marina. 

## Caratteristiche
Scafo in legno con carena ricoperta di rame, la nave apparteneva ad una classe di cinque unità, costruite tra il 1866 ed il 1869 in seguito ad uno stanziamento straordinario votato nel 1864. Progettate come piccole ed economiche unità per compiti di guardia costiera – necessità sentita soprattutto nel Sud Italia, per contrastare il brigantaggio, la pesca abusiva, la guerriglia filoborbonica, la fuga in Africa dei renitenti alla leva, l'emigrazione clandestina, lo sviluppo della criminalità organizzata ed il contrabbando –, le golette della classe Ischia erano navi di modeste prestazioni, destinate inizialmente alla vigilanza doganale per conto dell'Amministrazione Finanziaria. Mediante tali unità venne costituito un servizio permanente di sorveglianza delle coste da Venezia a Porto Empedocle.
L'apparato propulsivo, prodotto dalla Ditta Ansaldo di Genova Sampierdarena, consisteva in una macchina alternativa a vapore di scarsa potenza (la macchina della Tremiti, in particolare, sviluppava 194 hp o 143 kW) che, alimentata da due caldaie parallelepipede a ritorno di fiamma (che scaricavano i loro fumi di combustione mediante un alto fumaiolo sistemato subito a proravia dell'albero maestro), azionava una singola elica, permettendo il raggiungimento di una velocità massima di otto nodi. Le unità della classe Ischia avevano inoltre una ridotta velatura, costituita da due alberi (trinchetto e maestra) attrezzati a vele auriche (armamento velico a goletta).
Le golette della classe Ischia disponevano anche di un limitato armamento, la cui entità iniziale non è nota, ma che nel 1887 venne sostituito da due cannoni da 80 mm. 

## Storia
Impostata nei cantieri di Castellammare di Stabia nel 1866, la Tremiti venne varata nel luglio 1867 e completata nel 1869, ultima unità della classe ad entrare in servizio. Nel corso dei primi tre anni di servizio, fino al 1872, la goletta, così come le navi gemelle, operò con equipaggio della Regia Marina per conto dell'Amministrazione delle Finanze, venendo impiegata in compiti doganali specie in Sud Italia, a contrasto del brigantaggio e della piccola pirateria e con ispezioni delle navi in navigazione alla volta di Tunisi, e più generalmente dell'Africa Settentrionale, per accertare che non avessero a bordo disertori o renitenti alla leva.
Nell'agosto 1870, in particolare, la Tremiti, unitamente ad alcune decine di piccole imbarcazioni, e con l'avviso Esploratore in appoggio al largo, venne inviata a pattugliare acque di Caprera per impedire una eventuale partenza di Giuseppe Garibaldi, sorvegliando attentamente la zona e scortando i piroscafi di passaggio sino a Terranova.
Nel giugno 1872 la nave, passata alla piena disponibilità della Regia Marina, venne alata sugli scali dei cantieri di Castellammare di Stabia e sottoposta a lavori di raddobbo, venendo rivarata il 22 marzo 1873.
Nell'agosto 1873 la Tremiti fu dislocata presso il Lazzaretto di Nisida con compiti di sorveglianza sanitaria, alternandosi in tale compito con la gemella Tino, mentre nel 1875 venne assegnata alla flottiglia ausiliaria della Squadra Permanente (nel 1876 facevano parte della Squadra, oltre alla Tremiti, le gemelle Tino, Marettimo e Gorgona, un'altra unità minore, la Calatafimi, l'avviso Authion e le pirofregate corazzate Ancona, Venezia, Castelfidardo, Conte Verde, Palestro e Regina Maria Pia). Il 1º gennaio 1881 la goletta risultava in disarmo a Napoli.
Nell'ottobre 1881 la goletta fu dislocata a Cagliari, in qualità di stazionaria, permanendovi sino a fine febbraio 1883, quando venne trasferita a Livorno, dove rimase stazionaria avendo più volte modo di soccorrere navi in difficoltà. Nel dicembre 1883 la nave venne impiegata per uno studio sulla difesa delle coste dell'Alto Tirreno.
Trasferita in Sicilia nel gennaio 1884, la Tremiti vi fu adibita a compiti di vigilanza sanitaria (avendo base, nell'agosto 1884, a Catania), avendo modo in tale periodo di soccorrere il brigantino goletta Amicizia, a bordo del quale era scoppiato un incendio.
Nell'agosto 1885 la goletta venne assegnata al Dipartimento di Napoli, per il quale svolse servizio locale sino all'aprile 1886, per poi essere trasferita dapprima ad Augusta (ove si trovava nell'agosto 1886, adibita a servizi locali) e quindi a Messina, utilizzata, in quest'ultima località, nel servizio per le navi in quarantena.
Nel luglio 1887 la Tremiti venne impiegata a La Spezia in sperimentazioni sulle nuove mitragliere Gardner, e sul finire dello stesso mese la goletta fu messa a disposizione della Scuola Superiore di Guerra.
Rimorchiata a La Maddalena nel 1889, la nave vi venne adibita ad uso locale, ruolo che continuò a svolgere anche dopo il suo ritorno a La Spezia. Il 23 settembre 1897 la vecchia goletta lasciò Napoli alla volta di Taranto al rimorchio della Betta N. 5, per portare a Taranto alcune famiglie di operai ed impiegati trasferiti nella città pugliese. Al largo di Palmaria, tuttavia, mentre andava sviluppandosi una burrasca, nella carena della Tremiti si aprì una falla, dalla quale il mare iniziò ad allagare la stiva, ov'erano sistemati dei materiali e le masserizie dei passeggeri: dato l'allarme, i passeggeri vennero trasbordati sulla Betta N. 5, che cercò quindi di dirigere alla massima velocità su Portovenere, per portare la Tremiti ad incagliare sulla spiaggia di Terizza. Prima di poter essere portata ad arenare, tuttavia, la goletta si abbatté su un fianco ed affondò con grande rapidità, lasciando agli uomini della betta appena il tempo per tagliare i cavi di rimorchio onde evitare che la betta fosse a sua volta trascinata a fondo. Non vi furono vittime.
I lavori di recupero iniziarono nei giorni immediatamente successivi all'affondamento, permettendo di riportare a galla la Tremiti. Radiata il 30 agosto 1903 unitamente alle gemelle Gorgona, Tino e Marettimo, la nave venne avviata alla demolizione.